# Écidie
Écidiospore
Pour un article plus général, voir Rouille (maladie).

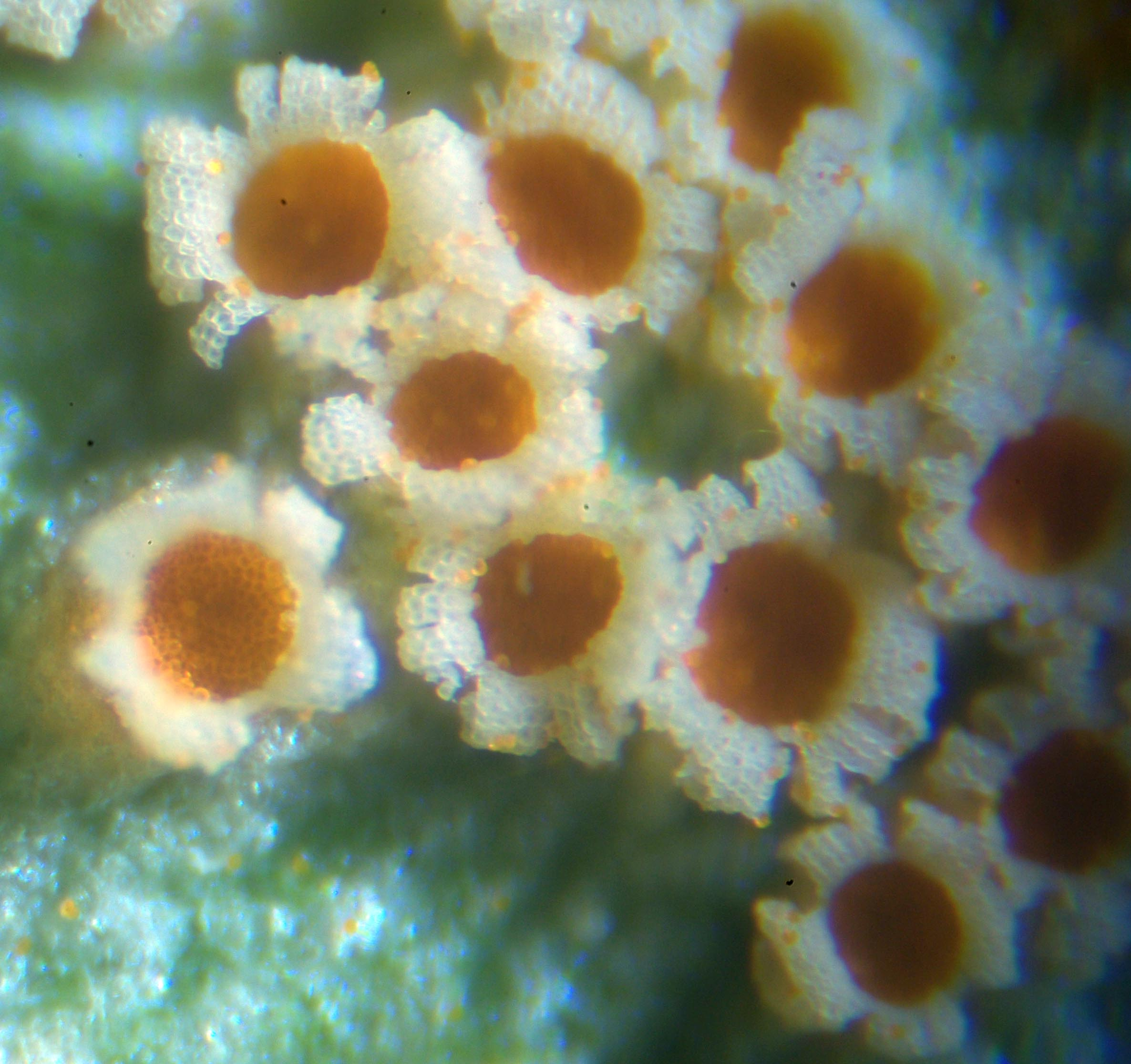
Détail d'une écidie de '

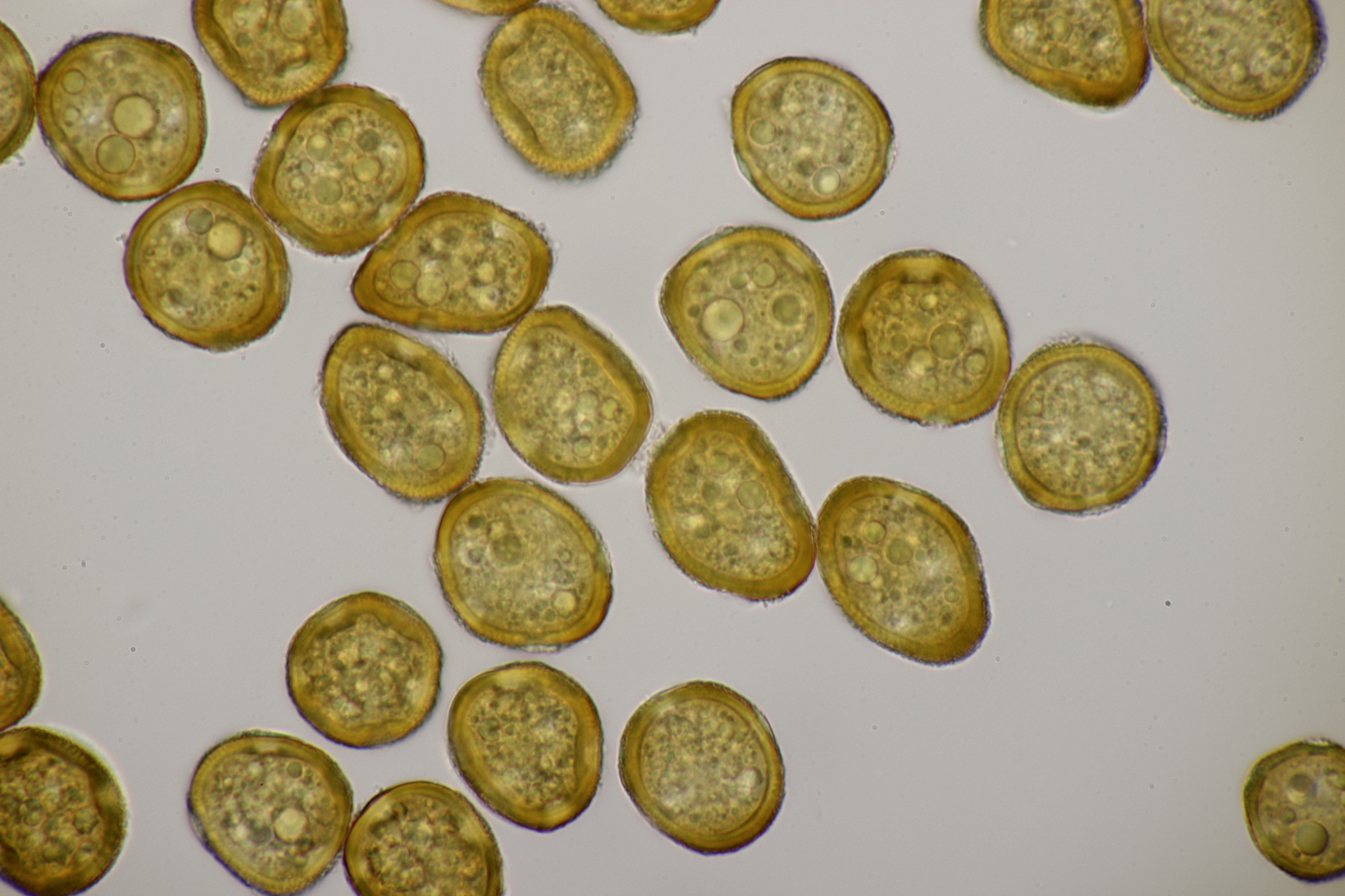
Ecidiospore de Gymnosporangium clavariiforme, agent de la rouille de l'aubépine.

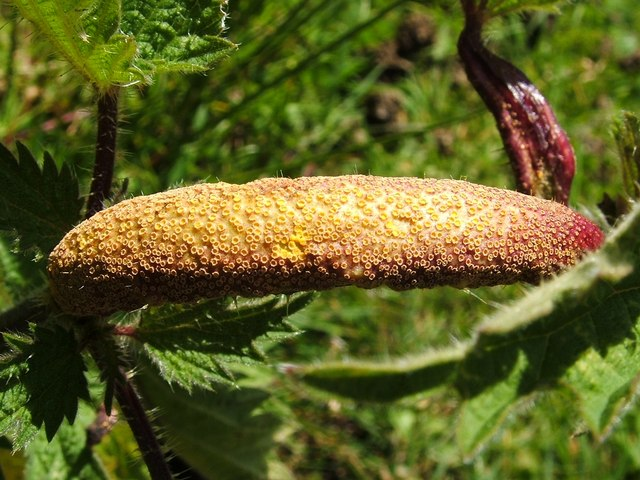
Écidies de Puccinia urticata recouvrant la tige d'une Grande Ortie.

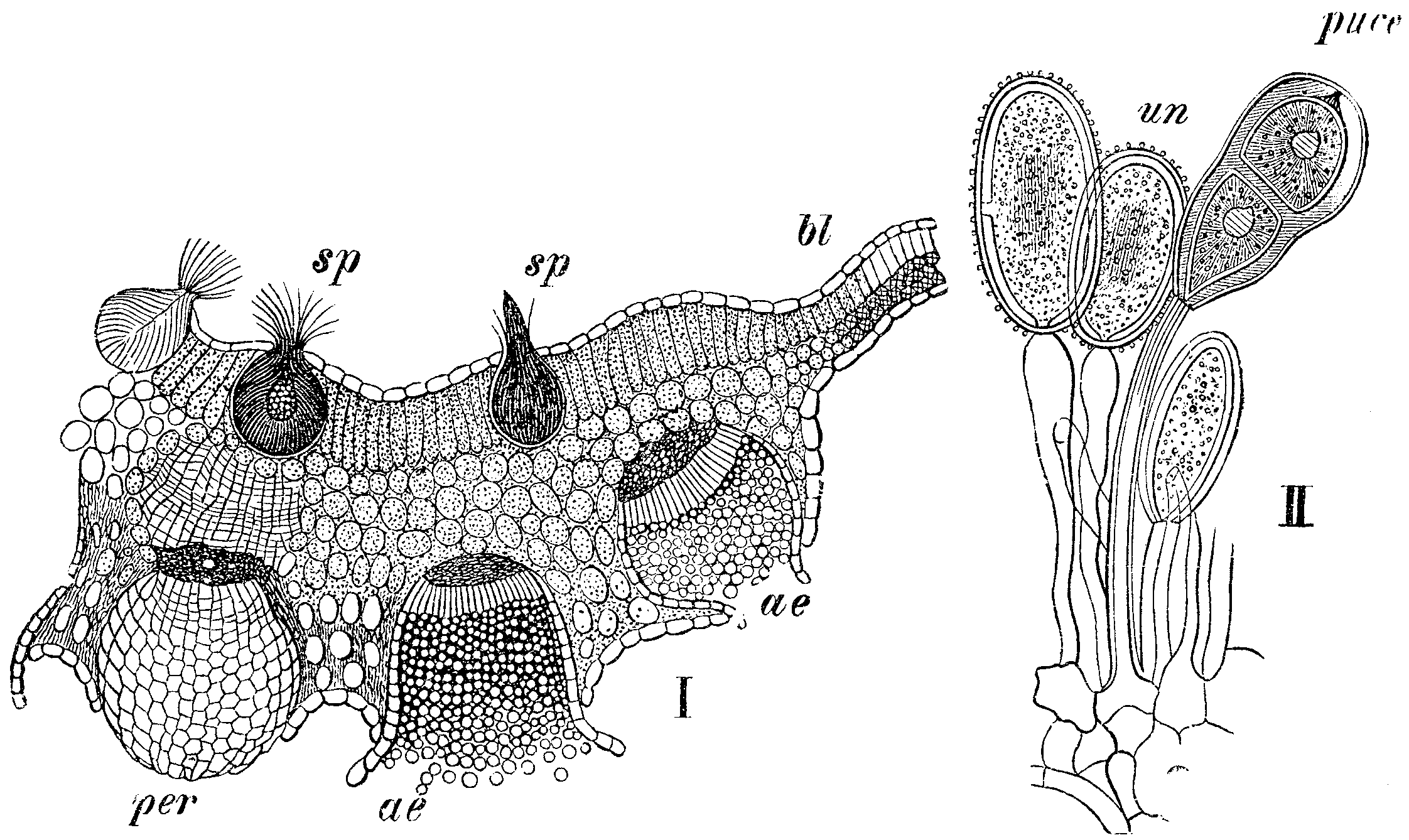
Schéma d'une feuille attaquée par Puccinia graminis en coupe transversale. Différentes formes d'écidies (ae) et de spermogonies (sp) sont visibles (per - périderme) ainsi que des urédospores (un) et des téliospores (pucc).

Une écidie (ou écidiole, ou écie, du grec oikidion, « petite maison ») est une cavité cupulée contenant des organes de reproduction des champignons phytopathogènes de l'ordre des Pucciniales agents de la rouille dans un des stades de leur cycle de vie complexe. Elle assure leur multiplication asexuée par la production d'écidiospores, des spores fongiques. Le code de l'écidie dans les clés de détermination est « I » et celui des écidiospores est « Isp. »,,,.

## Biologie

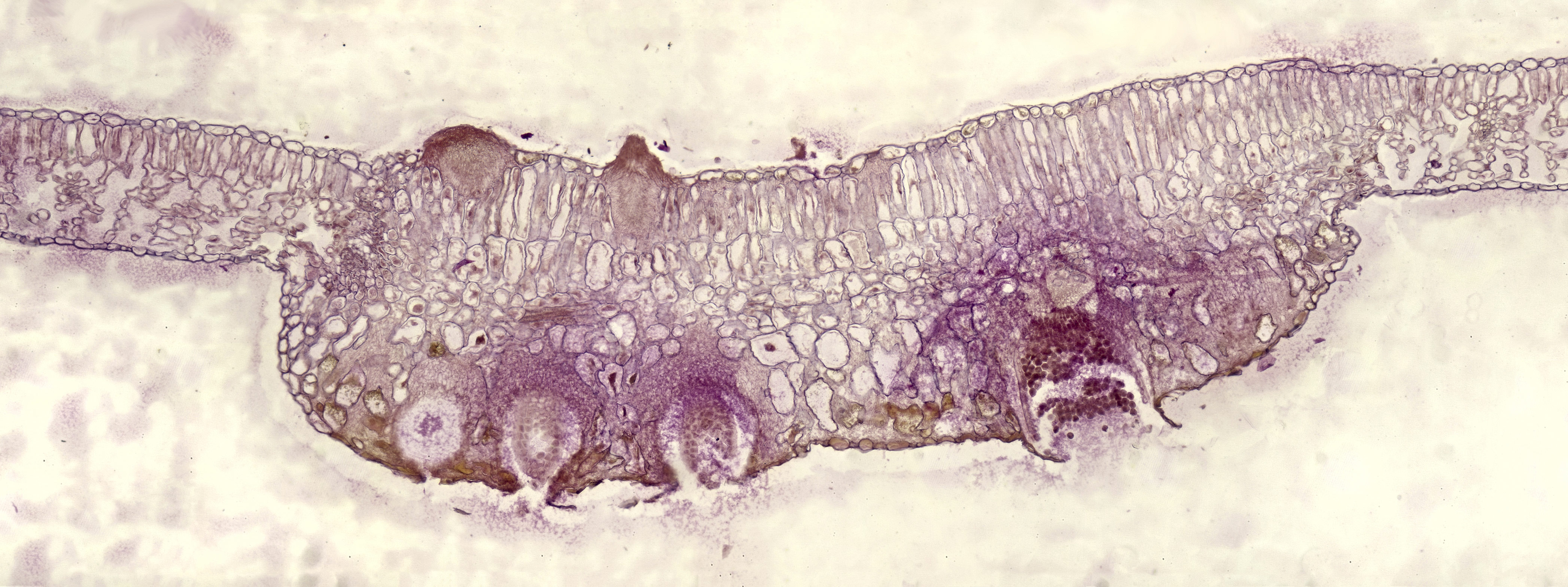
Coupe transversale d'une feuille d'Épine-vinette parasitée par Puccinia graminis. En haut, se trouvent les spermogonies, en bas les écidies à différents stades de développement : de la protoécidie à gauche à l'écidie mature productrice d'écidiospores à droite.

Les écidies se trouvent généralement à proximité immédiate des spermogonies ou sur la face opposée de la feuille. Elles proviennent de la fertilisation d'une protoécidie haploïde de signe - par une spermatie de signe + produite par une spermogonie. Ou, si l'espèce ne produit pas de spermogonie, de la fusion de deux hyphes mycéliens dicaryote de signes opposés.
Les écidies sont d'abord incluses dans le parenchyme du support sous la forme de protoécidies, puis deviennent de plus en plus proéminente (comme une sorte de gobelet) à la suite de l'accroissement de ses éléments constitutifs jusqu'à éclatement de l'épiderme de l'hôte. Elles sont en général finement verruqueuses à épineuses et unicellulaires.
Une fois matures, les écidies forment des écidiospores diploïdes disposés en chaîne, comprimées latéralement et s'isolant par la suite. Elles sont disséminées par le vent et la pluie et infectent d'autres hôtes. Les écidiospores possèdent deux noyaux haploïdes. En germant, elles donnent naissance à un filament qui sera porteur d'urédospores ou de téliospores suivant le cycle de l'espèce. Dans de rares cas, les écidies sont suivies par des écidies secondaires, par exemple chez Uromyces ervi et Uromyces scrophulariae. Dans d'autres cas tout aussi rares comme Uromyces minor, les écidies coexistent avec les télies.

## Typologie
Il existe quatre types d'écidies morphologiquement différentes, limitées à certains genres : le type Aezidium, le type Caeoma, le type Peridermium et le type Roestelia,,. 
Le plus fréquent est le type Aecidium en forme de coupe avec une enveloppe protectrice, c'est-à-dire un pseudo-péridium, généralement prononcée qui se déchire à maturité et qui est constituée de cellules à paroi épaisse. Ce type se retrouve entre autres dans les genres de champignons de la rouille les plus riches en espèces Puccinia et Uromyces. Les endotélies du genre Endophyllum' en sont une forme particulière : les spores germent avec une baside, mais ne se distinguent pas par ailleurs des écidies et des éciospores du type Aecidium,. 
Le type Roestelia est limité au genre Gymnosporangium et se caractérise par un pseudo-péridium macroscopiquement remarquable, cylindrique ou corné, qui se déchire à maturité, soit en lobes au sommet, soit latéralement. Les cellules sont très longues et minces. Les spores se distinguent par des pores germinaux remarquables,. 
Dans le type Caeoma, le pseudo-péridium est absent ou rudimentaire. Chez Phragmidium, les sores sont entourées de cellules stériles en forme de massue, souvent à paroi épaisse nommées paraphyses. Les spores sont souvent épineuses,. 
Le type de Peridermium est typique des genres Chrysomyxa, Cronartium, Coleosporium, Milesina, Pucciniastrum, Thekopsora et Uredinopsis sur des aiguilles de Pinacées ou sur l'écorce avec une pseudopéridie marquée. Lorsque le péridium est encore fermé, elles font penser à des bulles. Chez Milesina, Pucciniastrum et Thekopsora, les cellules du pseudo-péridium sont généralement longues et minces et les spores généralement noires,.